# Фридрих VII фон Тоггенбург

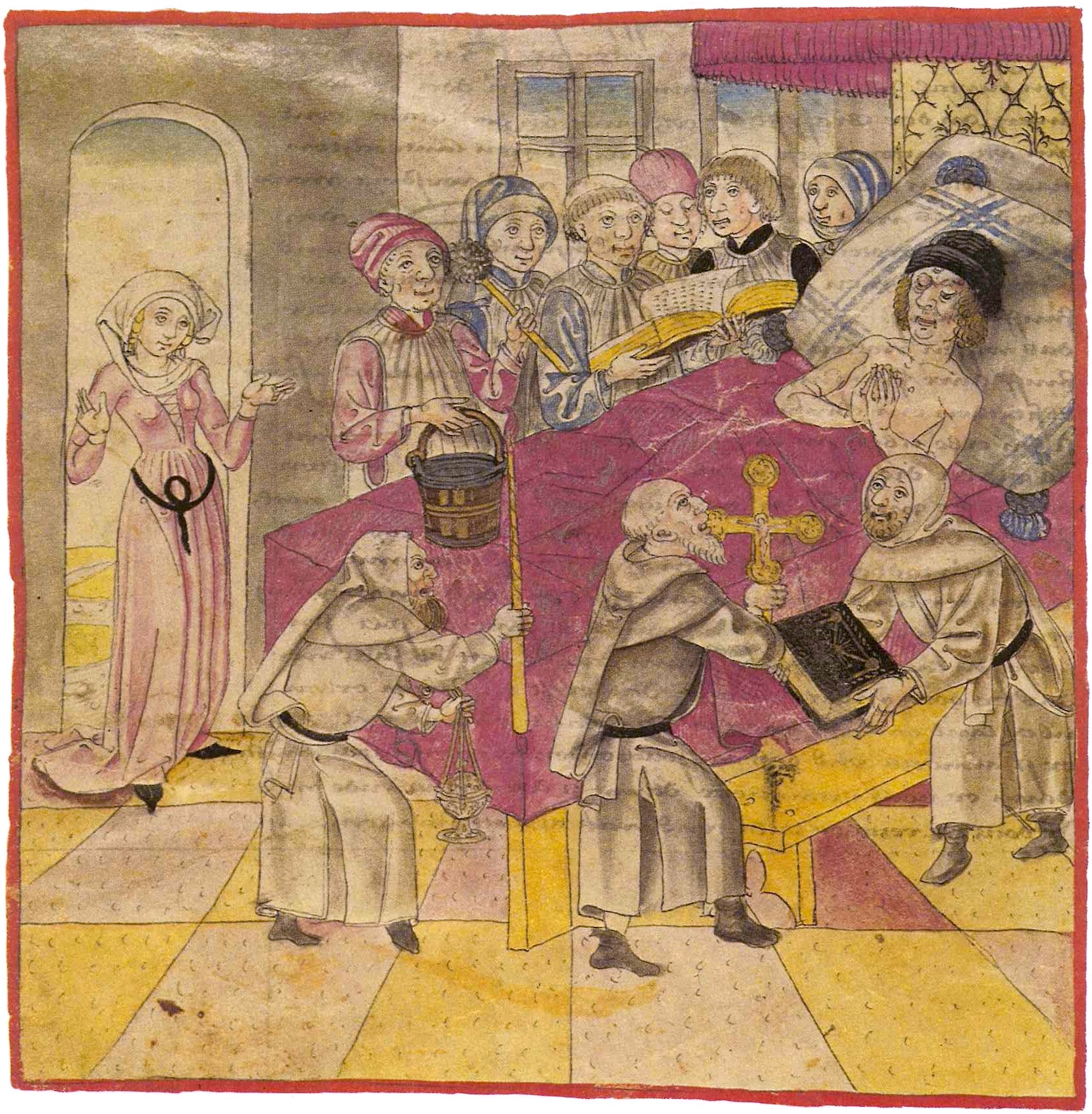
Фридрих VII фон Тоггенбург на смертном одре

Фридрих VII фон Тоггенбург (нем. Friedrich VII. von Toggenburg; ок. 1375 — 30 апреля 1436) — последний граф Тоггенбурга с 1400 года, военачальник. Сын Дитхельма фон Тоггенбурга (ок. 1353—1385), сына тоггенбургского графа Фридриха V, и Катерины фон Верденберг-Хайлигенберг (ум. после 1439).

## Биография
После смерти Фридриха V (1364) графом Тоггенбурга стал его третий сын Донат (ум. 1400) (старшие — Георг и Фридрих VI умерли при жизни отца).
У Доната сыновей не было, единственный ребёнок — дочь Кунигунда (ум. после 1417), вышедшая замуж за Вильгельма IV графа фон Монфорт-Брегенц. Поэтому в 1387 году Донат признал своим наследником племянника — Фридриха VII, который в 1400 году наследовал дяде в качестве графа Тоггенбурга. Ещё до этого, в 1394 году, он получил графство Уцнах и некоторые другие земли.

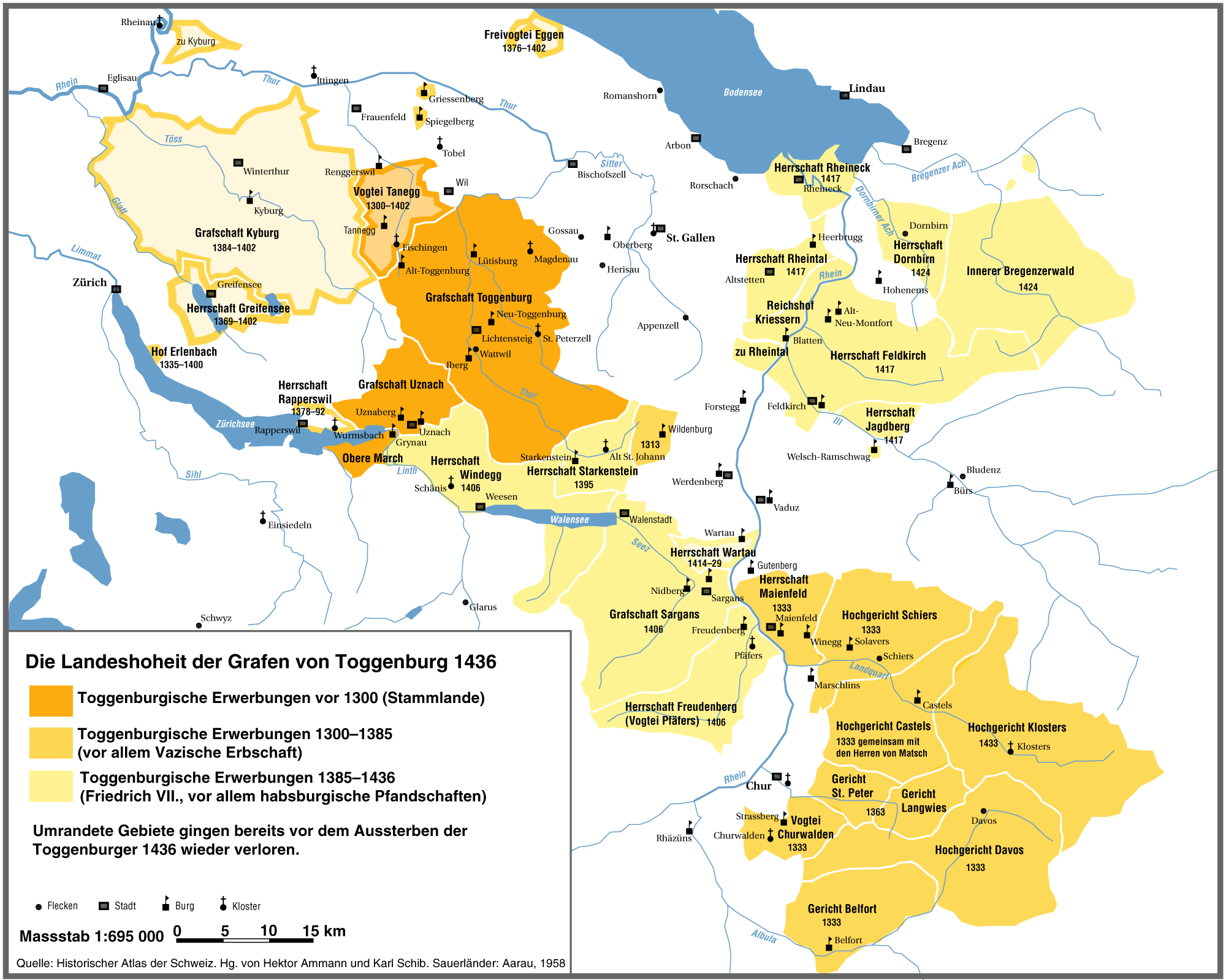
Территориальные приобретения Фридриха VII фон Тоггенбурга

Однако дочь и зять Доната предъявили права на наследство, и в 1402 году Фридрих VII был вынужден уступить своей двоюродной сестре Кунигунде и её мужу Вильгельму IV фон Монфорт-Брегенц фогство Таннегг, сеньории в Тургау и графство Кибург, с 1384 года находившееся в залоге у Тоггенбурга, а также уплатить единовременно 4 тысячи рейнских гульденов. В том же 1402 году он продал Цюриху сеньорию Грайфензее, принадлежавшую Тоггенбургу с 1369 года.
В 1405—1406 во время Аппенцельских войн — кондотьер на службе австрийских Габсбургов.
В 1406 году в обеспечение денежной ссуды получил в залог от австрийских герцогов Фридриха IV и Леопольда IV графство Зарганс с его железными копями, сеньории Виндегг, Фройденберг и Нидберг. Благодаря этим приобретениям обеспечил дополнительные поступления в свою казну от таможенных и мостовых податей.
В 1414 году унаследовал от Рудольфа фон Верденберга сеньорию Вартау, которую 15 лет спустя уступил своему зятю графу Бернхарду фон Тирштайну, избранному бургграфом Цюриха.
В 1415 году герцог Фридрих IV Австрийский поддержал антипапу Иоанна XXIII и помог ему бежать с Констанцского собора. За это король Сигизмунд Люксембургский объявил его вне закона, а епископ Констанца Оттон III фон Хахберг — отлучённым от церкви. Воспользовавшись этим, Фридрих VII фон Тоггенбург в 1417 году присоединил к своим владениям Фельдкирх. В том же году в благодарность за поддержку он получил от короля Райнек, Райнталь и Ягдберг.
В 1418 году купил у Рудольфа фон Верденберга сеньорию Вартау.
В 1424 году присоединил Дорнбирн и Брегенцервальд, которые стали его последними территориальными приобретениями.
В 1428—1429 годах участвовал в продолжении Аппенцельских войн, командовал отрядом в победоносной битве при Херисау 2 декабря 1428 года. Получил от Швейцарской конфедерации денежное вознаграждение.

## Семья
Фридрих VII фон Тоггенбург с 1391 года был женат на Елизавете фон Матш (1375—1446), представительнице знатного австрийско-швейцарского рода, дочери Ульриха IV фон Матша, графа фон Кирхберга. Детей у них не было.
Фридрих VII умер 30 апреля 1436 года, назначив единственной наследницей жену. Та 19 сентября того же года вернула Фридриху IV Австрийскому находившиеся в залоге Фельдкирх, Райнек, Зарганс и т. д. в обмен на 22 тысячи гульденов.
На богатое наследство объявилось много претендентов, главным из которых был кантон Цюрих. В результате началась Старая Цюрихская война.